# Volta al País Basc 2023
La Volta al País Basc 2023 va ser la 62a edició de la Volta al País Basc. La cursa es disputà en sis etapes entre el 3 i el 8 d'abril de 2023, amb inici a Vitòria i final a Eibar. La cursa formava part de l'UCI World Tour 2023.
El clar vencedor de la cursa fou el danès Jonas Vingegaard (Team Jumbo-Visma), que s'imposà en tres de les sis etapes i superà en més d'un minut als bascos Mikel Landa (Bahrain Victorious) i Ion Izagirre (Cofidis).

## Equips participants
A la cursa hi prengueren part vint-i-tres, els divuit amb llicència WorldTeams i cinc UCI ProTeams:
| WorldTeams (18)- AG2R Citroën Team - Alpecin-Deceuninck - Astana Qazaqstan Team - Bahrain Victorious - Bora-Hansgrohe - Cofidis - EF Education-EasyPost - Groupama-FDJ - Ineos Grenadiers - Intermarché-Circus-Wanty - Jumbo-Visma - Movistar Team - Soudal Quick-Step - Arkéa-Samsic - Team Jayco AlUla - Team DSM - Trek-Segafredo - UAE Team Emirates ProTeams (5)- Burgos-BH - Caja Rural-Seguros RGA - Equipo Kern Pharma - Euskaltel-Euskadi - TotalEnergies |
| |

## Etapes
| Etapa    | Data     | Ciutats d'etapa                       | type                    | Distància (km) | Desnivell (m) | Vencedor de l'etapa   | Líder de la general |
| -------- | -------- | ------------------------------------- | ----------------------- | -------------- | ------------- | --------------------- | ------------------- |
| 1a etapa | 3 de abr | Vitòria – Labastida                   | etapa de mitja muntanya | 165,4          | 2.514 m       | Ethan Hayter          | Ethan Hayter        |
| 2a etapa | 4 de abr | Viana – Leitza                        | etapa de muntanya       | 193,8          | 3.261 m       | Ide Schelling         | Ide Schelling       |
| 3a etapa | 5 de abr | Errenteria – Villabona-Amasa          | etapa de mitja muntanya | 153,9          | 2.586 m       | Jonas Vingegaard      | Jonas Vingegaard    |
| 4a etapa | 6 de abr | Santurtzi – Santurtzi                 | etapa de mitja muntanya | 175,7          | 3.091 m       | Jonas Vingegaard      | Jonas Vingegaard    |
| 5a etapa | 7 de abr | Amorebieta-Etxano – Amorebieta-Etxano | etapa de muntanya       | 165,9          | 3.260 m       | Sergio Higuita García | Jonas Vingegaard    |
| 6a etapa | 8 de abr | Eibar – Eibar                         | etapa de muntanya       | 137,8          | 3.472 m       | Jonas Vingegaard      | Jonas Vingegaard    |

### Etapa 1
Vitòria – Labastida. 3 d'abril de 2023. 165,4 km
| \| Classificació de l'etapa \| Classificació de l'etapa \| Classificació de l'etapa \| Classificació de l'etapa \| Classificació de l'etapa \| \| Corredor \| Corredor \| Equip \| Temps \| \| \| ------------------------ \| -------------------------- \| ------------------------ \| ------------------------ \| ------------------------ \| \| 1r \| Ethan Hayter \| Ineos Grenadiers \| 4h 01' 24" \| \| \| 2n \| Mauro Schmid \| Soudal Quick-Step \| + 0" \| \| \| 3r \| Jon Aberasturi Izaga \| Trek-Segafredo \| + 0" \| \| \| 4t \| Alexander Aranburu Deba \| Movistar Team \| + 0" \| \| \| 5è \| Orluis Aular Sanabria \| Caja Rural-Seguros RGA \| + 0" \| \| \| 6è \| Richard Carapaz Montenegro \| EF Education-EasyPost \| + 0" \| \| \| 7è \| Quinten Hermans \| Alpecin-Deceuninck \| + 0" \| \| \| 8è \| Gonzalo Serrano Rodríguez \| Movistar Team \| + 0" \| \| \| 9è \| Mattias Skjelmose \| Trek-Segafredo \| + 0" \| \| \| 10è \| Cristian Scaroni \| Astana Qazaqstan Team \| + 0" \| \| |                            |                        |            |
| |                            |                        |            |
| Font: ProCyclingStats |                            |                        |            |
| Classificació de l'etapa |                            |                        |            |
| Corredor | Corredor                   | Equip                  | Temps      |
| 1r | Ethan Hayter               | Ineos Grenadiers       | 4h 01' 24" |
| 2n | Mauro Schmid               | Soudal Quick-Step      | + 0"       |
| 3r | Jon Aberasturi Izaga       | Trek-Segafredo         | + 0"       |
| 4t | Alexander Aranburu Deba    | Movistar Team          | + 0"       |
| 5è | Orluis Aular Sanabria      | Caja Rural-Seguros RGA | + 0"       |
| 6è | Richard Carapaz Montenegro | EF Education-EasyPost  | + 0"       |
| 7è | Quinten Hermans            | Alpecin-Deceuninck     | + 0"       |
| 8è | Gonzalo Serrano Rodríguez  | Movistar Team          | + 0"       |
| 9è | Mattias Skjelmose          | Trek-Segafredo         | + 0"       |
| 10è | Cristian Scaroni           | Astana Qazaqstan Team  | + 0"       |

| \| Classificació general \| Classificació general \| Classificació general \| Classificació general \| Classificació general \| \| Corredor \| Corredor \| Equip \| Temps \| \| \| --------------------- \| -------------------------- \| ---------------------- \| --------------------- \| --------------------- \| \| 1r \| Ethan Hayter \| Ineos Grenadiers \| 4h 01' 14" \| \| \| 2n \| Mauro Schmid \| Soudal Quick-Step \| + 4" \| \| \| 3r \| Jon Aberasturi Izaga \| Trek-Segafredo \| + 6" \| \| \| 4t \| Daniel Martínez Poveda \| Ineos Grenadiers \| + 7" \| \| \| 5è \| Jonas Vingegaard \| Jumbo-Visma \| + 8" \| \| \| 6è \| Marc Soler i Giménez \| UAE Team Emirates \| + 9" \| \| \| 7è \| Cristián Rodríguez Martín \| Arkéa-Samsic \| + 9" \| \| \| 8è \| Alexander Aranburu Deba \| Movistar Team \| + 10" \| \| \| 9è \| Orluis Aular Sanabria \| Caja Rural-Seguros RGA \| + 10" \| \| \| 10è \| Richard Carapaz Montenegro \| EF Education-EasyPost \| + 10" \| \| |                            |                        |            |
| |                            |                        |            |
| Font: ProCyclingStats |                            |                        |            |
| Classificació general |                            |                        |            |
| Corredor | Corredor                   | Equip                  | Temps      |
| 1r | Ethan Hayter               | Ineos Grenadiers       | 4h 01' 14" |
| 2n | Mauro Schmid               | Soudal Quick-Step      | + 4"       |
| 3r | Jon Aberasturi Izaga       | Trek-Segafredo         | + 6"       |
| 4t | Daniel Martínez Poveda     | Ineos Grenadiers       | + 7"       |
| 5è | Jonas Vingegaard           | Jumbo-Visma            | + 8"       |
| 6è | Marc Soler i Giménez       | UAE Team Emirates      | + 9"       |
| 7è | Cristián Rodríguez Martín  | Arkéa-Samsic           | + 9"       |
| 8è | Alexander Aranburu Deba    | Movistar Team          | + 10"      |
| 9è | Orluis Aular Sanabria      | Caja Rural-Seguros RGA | + 10"      |
| 10è | Richard Carapaz Montenegro | EF Education-EasyPost  | + 10"      |

### Etapa 2
Viana - Leitza. 4 d'abril de 2023. 193,8 km
| \| Classificació de l'etapa \| Classificació de l'etapa \| Classificació de l'etapa \| Classificació de l'etapa \| Classificació de l'etapa \| \| Corredor \| Corredor \| Equip \| Temps \| \| \| ------------------------ \| ------------------------ \| ------------------------ \| ------------------------ \| ------------------------ \| \| 1r \| Ide Schelling \| Bora-Hansgrohe \| 4h 53' 33" \| \| \| 2n \| Matteo Sobrero \| Team Jayco AlUla \| + 0" \| \| \| 3r \| David Gaudu \| Groupama-FDJ \| + 0" \| \| \| 4t \| Alexander Aranburu Deba \| Movistar Team \| + 0" \| \| \| 5è \| Brandon McNulty \| UAE Team Emirates \| + 0" \| \| \| 6è \| Andrea Bagioli \| Soudal Quick-Step \| + 0" \| \| \| 7è \| Rigoberto Urán \| EF Education-EasyPost \| + 0" \| \| \| 8è \| Cristian Scaroni \| Astana Qazaqstan Team \| + 0" \| \| \| 9è \| Simon Guglielmi \| Arkéa-Samsic \| + 0" \| \| \| 10è \| Ruben Guerreiro \| Movistar Team \| + 0" \| \| |                         |                       |            |
| |                         |                       |            |
| Font: ProCyclingStats |                         |                       |            |
| Classificació de l'etapa |                         |                       |            |
| Corredor | Corredor                | Equip                 | Temps      |
| 1r | Ide Schelling           | Bora-Hansgrohe        | 4h 53' 33" |
| 2n | Matteo Sobrero          | Team Jayco AlUla      | + 0"       |
| 3r | David Gaudu             | Groupama-FDJ          | + 0"       |
| 4t | Alexander Aranburu Deba | Movistar Team         | + 0"       |
| 5è | Brandon McNulty         | UAE Team Emirates     | + 0"       |
| 6è | Andrea Bagioli          | Soudal Quick-Step     | + 0"       |
| 7è | Rigoberto Urán          | EF Education-EasyPost | + 0"       |
| 8è | Cristian Scaroni        | Astana Qazaqstan Team | + 0"       |
| 9è | Simon Guglielmi         | Arkéa-Samsic          | + 0"       |
| 10è | Ruben Guerreiro         | Movistar Team         | + 0"       |

| \| Classificació general \| Classificació general \| Classificació general \| Classificació general \| Classificació general \| \| Corredor \| Corredor \| Equip \| Temps \| \| \| --------------------- \| -------------------------- \| --------------------- \| --------------------- \| --------------------- \| \| 1r \| Ide Schelling \| Bora-Hansgrohe \| 8h 54' 47" \| \| \| 2n \| Matteo Sobrero \| Team Jayco AlUla \| + 4" \| \| \| 3r \| David Gaudu \| Groupama-FDJ \| + 6" \| \| \| 4t \| Mikel Landa Meana \| Bahrain Victorious \| + 7" \| \| \| 5è \| Jonas Vingegaard \| Jumbo-Visma \| + 8" \| \| \| 6è \| Alexander Aranburu Deba \| Movistar Team \| + 10" \| \| \| 7è \| Andrea Bagioli \| Soudal Quick-Step \| + 10" \| \| \| 8è \| Cristian Scaroni \| Astana Qazaqstan Team \| + 10" \| \| \| 9è \| Mattias Skjelmose \| Trek-Segafredo \| + 10" \| \| \| 10è \| Richard Carapaz Montenegro \| EF Education-EasyPost \| + 10" \| \| |                            |                       |            |
| |                            |                       |            |
| Font: ProCyclingStats |                            |                       |            |
| Classificació general |                            |                       |            |
| Corredor | Corredor                   | Equip                 | Temps      |
| 1r | Ide Schelling              | Bora-Hansgrohe        | 8h 54' 47" |
| 2n | Matteo Sobrero             | Team Jayco AlUla      | + 4"       |
| 3r | David Gaudu                | Groupama-FDJ          | + 6"       |
| 4t | Mikel Landa Meana          | Bahrain Victorious    | + 7"       |
| 5è | Jonas Vingegaard           | Jumbo-Visma           | + 8"       |
| 6è | Alexander Aranburu Deba    | Movistar Team         | + 10"      |
| 7è | Andrea Bagioli             | Soudal Quick-Step     | + 10"      |
| 8è | Cristian Scaroni           | Astana Qazaqstan Team | + 10"      |
| 9è | Mattias Skjelmose          | Trek-Segafredo        | + 10"      |
| 10è | Richard Carapaz Montenegro | EF Education-EasyPost | + 10"      |

### Etapa 3
Errenteria - Villabona. 5 d'abril de 2023. 153,9 km
| \| Classificació de l'etapa \| Classificació de l'etapa \| Classificació de l'etapa \| Classificació de l'etapa \| Classificació de l'etapa \| \| Corredor \| Corredor \| Equip \| Temps \| \| \| ------------------------ \| ------------------------ \| ------------------------ \| ------------------------ \| ------------------------ \| \| 1r \| Jonas Vingegaard \| Jumbo-Visma \| 3h 51' 58" \| \| \| 2n \| Mikel Landa Meana \| Bahrain Victorious \| + 2" \| \| \| 3r \| Enric Mas Nicolau \| Movistar Team \| + 2" \| \| \| 4t \| Ion Izagirre Insausti \| Cofidis \| + 8" \| \| \| 5è \| David Gaudu \| Groupama-FDJ \| + 8" \| \| \| 6è \| Mattias Skjelmose \| Trek-Segafredo \| + 10" \| \| \| 7è \| Felix Gall \| AG2R Citroën Team \| + 12" \| \| \| 8è \| Andrea Bagioli \| Soudal Quick-Step \| + 13" \| \| \| 9è \| Simon Yates \| Team Jayco AlUla \| + 13" \| \| \| 10è \| Alexander Aranburu Deba \| Movistar Team \| + 13" \| \| |                         |                    |            |
| |                         |                    |            |
| Font: ProCyclingStats |                         |                    |            |
| Classificació de l'etapa |                         |                    |            |
| Corredor | Corredor                | Equip              | Temps      |
| 1r | Jonas Vingegaard        | Jumbo-Visma        | 3h 51' 58" |
| 2n | Mikel Landa Meana       | Bahrain Victorious | + 2"       |
| 3r | Enric Mas Nicolau       | Movistar Team      | + 2"       |
| 4t | Ion Izagirre Insausti   | Cofidis            | + 8"       |
| 5è | David Gaudu             | Groupama-FDJ       | + 8"       |
| 6è | Mattias Skjelmose       | Trek-Segafredo     | + 10"      |
| 7è | Felix Gall              | AG2R Citroën Team  | + 12"      |
| 8è | Andrea Bagioli          | Soudal Quick-Step  | + 13"      |
| 9è | Simon Yates             | Team Jayco AlUla   | + 13"      |
| 10è | Alexander Aranburu Deba | Movistar Team      | + 13"      |

| \| Classificació general \| Classificació general \| Classificació general \| Classificació general \| Classificació general \| \| Corredor \| Corredor \| Equip \| Temps \| \| \| --------------------- \| ----------------------- \| --------------------- \| --------------------- \| --------------------- \| \| 1r \| Jonas Vingegaard \| Jumbo-Visma \| 12h 46' 43" \| \| \| 2n \| Mikel Landa Meana \| Bahrain Victorious \| + 5" \| \| \| 3r \| David Gaudu \| Groupama-FDJ \| + 16" \| \| \| 4t \| Ion Izagirre Insausti \| Cofidis \| + 20" \| \| \| 5è \| Enric Mas Nicolau \| Movistar Team \| + 21" \| \| \| 6è \| Mattias Skjelmose \| Trek-Segafredo \| + 22" \| \| \| 7è \| Matteo Sobrero \| Team Jayco AlUla \| + 23" \| \| \| 8è \| Alexander Aranburu Deba \| Movistar Team \| + 25" \| \| \| 9è \| Andrea Bagioli \| Soudal Quick-Step \| + 25" \| \| \| 10è \| Rémy Rochas \| Cofidis \| + 25" \| \| |                         |                    |             |
| |                         |                    |             |
| Font: ProCyclingStats |                         |                    |             |
| Classificació general |                         |                    |             |
| Corredor | Corredor                | Equip              | Temps       |
| 1r | Jonas Vingegaard        | Jumbo-Visma        | 12h 46' 43" |
| 2n | Mikel Landa Meana       | Bahrain Victorious | + 5"        |
| 3r | David Gaudu             | Groupama-FDJ       | + 16"       |
| 4t | Ion Izagirre Insausti   | Cofidis            | + 20"       |
| 5è | Enric Mas Nicolau       | Movistar Team      | + 21"       |
| 6è | Mattias Skjelmose       | Trek-Segafredo     | + 22"       |
| 7è | Matteo Sobrero          | Team Jayco AlUla   | + 23"       |
| 8è | Alexander Aranburu Deba | Movistar Team      | + 25"       |
| 9è | Andrea Bagioli          | Soudal Quick-Step  | + 25"       |
| 10è | Rémy Rochas             | Cofidis            | + 25"       |

### Etapa 4
Santurtzi - Santurtzi. 6 d'abril de 2023. 175,7 km
| \| Classificació de l'etapa \| Classificació de l'etapa \| Classificació de l'etapa \| Classificació de l'etapa \| Classificació de l'etapa \| \| Corredor \| Corredor \| Equip \| Temps \| \| \| ------------------------ \| ------------------------ \| ------------------------ \| ------------------------ \| ------------------------ \| \| 1r \| Jonas Vingegaard \| Jumbo-Visma \| 3h 51' 58" \| \| \| 2n \| Mikel Landa Meana \| Bahrain Victorious \| + 0" \| \| \| 3r \| Mauro Schmid \| Soudal Quick-Step \| + 2" \| \| \| 4t \| Matteo Sobrero \| Team Jayco AlUla \| + 2" \| \| \| 5è \| Brandon McNulty \| UAE Team Emirates \| + 2" \| \| \| 6è \| Rigoberto Urán \| EF Education-EasyPost \| + 2" \| \| \| 7è \| David Gaudu \| Groupama-FDJ \| + 2" \| \| \| 8è \| Felix Gall \| AG2R Citroën Team \| + 2" \| \| \| 9è \| Clément Champoussin \| Arkéa-Samsic \| + 2" \| \| \| 10è \| Mattias Skjelmose \| Trek-Segafredo \| + 2" \| \| |                     |                       |            |
| |                     |                       |            |
| Font: ProCyclingStats |                     |                       |            |
| Classificació de l'etapa |                     |                       |            |
| Corredor | Corredor            | Equip                 | Temps      |
| 1r | Jonas Vingegaard    | Jumbo-Visma           | 3h 51' 58" |
| 2n | Mikel Landa Meana   | Bahrain Victorious    | + 0"       |
| 3r | Mauro Schmid        | Soudal Quick-Step     | + 2"       |
| 4t | Matteo Sobrero      | Team Jayco AlUla      | + 2"       |
| 5è | Brandon McNulty     | UAE Team Emirates     | + 2"       |
| 6è | Rigoberto Urán      | EF Education-EasyPost | + 2"       |
| 7è | David Gaudu         | Groupama-FDJ          | + 2"       |
| 8è | Felix Gall          | AG2R Citroën Team     | + 2"       |
| 9è | Clément Champoussin | Arkéa-Samsic          | + 2"       |
| 10è | Mattias Skjelmose   | Trek-Segafredo        | + 2"       |

| \| Classificació general \| Classificació general \| Classificació general \| Classificació general \| Classificació general \| \| Corredor \| Corredor \| Equip \| Temps \| \| \| --------------------- \| --------------------- \| --------------------- \| --------------------- \| --------------------- \| \| 1r \| Jonas Vingegaard \| Jumbo-Visma \| 17h 08' 56" \| \| \| 2n \| Mikel Landa Meana \| Bahrain Victorious \| + 12" \| \| \| 3r \| David Gaudu \| Groupama-FDJ \| + 31" \| \| \| 4t \| Matteo Sobrero \| Team Jayco AlUla \| + 33" \| \| \| 5è \| Ion Izagirre Insausti \| Cofidis \| + 33" \| \| \| 6è \| Enric Mas Nicolau \| Movistar Team \| + 36" \| \| \| 7è \| Mattias Skjelmose \| Trek-Segafredo \| + 37" \| \| \| 8è \| Brandon McNulty \| UAE Team Emirates \| + 38" \| \| \| 9è \| Simon Yates \| Team Jayco AlUla \| + 39" \| \| \| 10è \| James Knox \| Soudal Quick-Step \| + 46" \| \| |                       |                    |             |
| |                       |                    |             |
| Font: ProCyclingStats |                       |                    |             |
| Classificació general |                       |                    |             |
| Corredor | Corredor              | Equip              | Temps       |
| 1r | Jonas Vingegaard      | Jumbo-Visma        | 17h 08' 56" |
| 2n | Mikel Landa Meana     | Bahrain Victorious | + 12"       |
| 3r | David Gaudu           | Groupama-FDJ       | + 31"       |
| 4t | Matteo Sobrero        | Team Jayco AlUla   | + 33"       |
| 5è | Ion Izagirre Insausti | Cofidis            | + 33"       |
| 6è | Enric Mas Nicolau     | Movistar Team      | + 36"       |
| 7è | Mattias Skjelmose     | Trek-Segafredo     | + 37"       |
| 8è | Brandon McNulty       | UAE Team Emirates  | + 38"       |
| 9è | Simon Yates           | Team Jayco AlUla   | + 39"       |
| 10è | James Knox            | Soudal Quick-Step  | + 46"       |

### Etapa 5
Amorebieta-Etxano - Amorebieta-Etxano. 7 d'abril de 2023. 165,9 km
| \| Classificació de l'etapa \| Classificació de l'etapa \| Classificació de l'etapa \| Classificació de l'etapa \| Classificació de l'etapa \| \| Corredor \| Corredor \| Equip \| Temps \| \| \| ------------------------ \| ------------------------ \| ------------------------ \| ------------------------ \| ------------------------ \| \| 1r \| Sergio Higuita García \| Bora-Hansgrohe \| 3h 59' 57" \| \| \| 2n \| Andrea Bagioli \| Soudal Quick-Step \| + 0" \| \| \| 3r \| Mattias Skjelmose \| Trek-Segafredo \| + 0" \| \| \| 4t \| Matteo Sobrero \| Team Jayco AlUla \| + 0" \| \| \| 5è \| Mauro Schmid \| Soudal Quick-Step \| + 0" \| \| \| 6è \| Clément Champoussin \| Arkéa-Samsic \| + 0" \| \| \| 7è \| Ion Izagirre Insausti \| Cofidis \| + 0" \| \| \| 8è \| Felix Gall \| AG2R Citroën Team \| + 0" \| \| \| 9è \| Ruben Guerreiro \| Movistar Team \| + 0" \| \| \| 10è \| Jonas Vingegaard \| Jumbo-Visma \| + 0" \| \| |                       |                   |            |
| |                       |                   |            |
| Font: ProCyclingStats |                       |                   |            |
| Classificació de l'etapa |                       |                   |            |
| Corredor | Corredor              | Equip             | Temps      |
| 1r | Sergio Higuita García | Bora-Hansgrohe    | 3h 59' 57" |
| 2n | Andrea Bagioli        | Soudal Quick-Step | + 0"       |
| 3r | Mattias Skjelmose     | Trek-Segafredo    | + 0"       |
| 4t | Matteo Sobrero        | Team Jayco AlUla  | + 0"       |
| 5è | Mauro Schmid          | Soudal Quick-Step | + 0"       |
| 6è | Clément Champoussin   | Arkéa-Samsic      | + 0"       |
| 7è | Ion Izagirre Insausti | Cofidis           | + 0"       |
| 8è | Felix Gall            | AG2R Citroën Team | + 0"       |
| 9è | Ruben Guerreiro       | Movistar Team     | + 0"       |
| 10è | Jonas Vingegaard      | Jumbo-Visma       | + 0"       |

| \| Classificació general \| Classificació general \| Classificació general \| Classificació general \| Classificació general \| \| Corredor \| Corredor \| Equip \| Temps \| \| \| --------------------- \| --------------------- \| --------------------- \| --------------------- \| --------------------- \| \| 1r \| Jonas Vingegaard \| Jumbo-Visma \| 21h 08' 52" \| \| \| 2n \| Mikel Landa Meana \| Bahrain Victorious \| + 13" \| \| \| 3r \| Mattias Skjelmose \| Trek-Segafredo \| + 32" \| \| \| 4t \| David Gaudu \| Groupama-FDJ \| + 32" \| \| \| 5è \| Matteo Sobrero \| Team Jayco AlUla \| + 34" \| \| \| 6è \| Ion Izagirre Insausti \| Cofidis \| + 34" \| \| \| 7è \| Enric Mas Nicolau \| Movistar Team \| + 37" \| \| \| 8è \| Sergio Higuita García \| Bora-Hansgrohe \| + 38" \| \| \| 9è \| Brandon McNulty \| UAE Team Emirates \| + 39" \| \| \| 10è \| Simon Yates \| Team Jayco AlUla \| + 40" \| \| |                       |                    |             |
| |                       |                    |             |
| Font: ProCyclingStats |                       |                    |             |
| Classificació general |                       |                    |             |
| Corredor | Corredor              | Equip              | Temps       |
| 1r | Jonas Vingegaard      | Jumbo-Visma        | 21h 08' 52" |
| 2n | Mikel Landa Meana     | Bahrain Victorious | + 13"       |
| 3r | Mattias Skjelmose     | Trek-Segafredo     | + 32"       |
| 4t | David Gaudu           | Groupama-FDJ       | + 32"       |
| 5è | Matteo Sobrero        | Team Jayco AlUla   | + 34"       |
| 6è | Ion Izagirre Insausti | Cofidis            | + 34"       |
| 7è | Enric Mas Nicolau     | Movistar Team      | + 37"       |
| 8è | Sergio Higuita García | Bora-Hansgrohe     | + 38"       |
| 9è | Brandon McNulty       | UAE Team Emirates  | + 39"       |
| 10è | Simon Yates           | Team Jayco AlUla   | + 40"       |

### Etapa 6
Eibar - Eibar. 8 d'abril de 2023. 137,8 km
| \| Classificació de l'etapa \| Classificació de l'etapa \| Classificació de l'etapa \| Classificació de l'etapa \| Classificació de l'etapa \| \| Corredor \| Corredor \| Equip \| Temps \| \| \| ------------------------ \| ------------------------ \| ------------------------ \| ------------------------ \| ------------------------ \| \| 1r \| Jonas Vingegaard \| Jumbo-Visma \| 3h 36' 42" \| \| \| 2n \| James Knox \| Soudal Quick-Step \| + 47" \| \| \| 3r \| Ion Izagirre Insausti \| Cofidis \| + 49" \| \| \| 4t \| Brandon McNulty \| UAE Team Emirates \| + 49" \| \| \| 5è \| Sergio Higuita García \| Bora-Hansgrohe \| + 49" \| \| \| 6è \| David Gaudu \| Groupama-FDJ \| + 49" \| \| \| 7è \| Mauro Schmid \| Soudal Quick-Step \| + 49" \| \| \| 8è \| Simon Yates \| Team Jayco AlUla \| + 49" \| \| \| 9è \| Enric Mas Nicolau \| Movistar Team \| + 49" \| \| \| 10è \| Felix Gall \| AG2R Citroën Team \| + 49" \| \| |                       |                   |            |
| |                       |                   |            |
| Font: ProCyclingStats |                       |                   |            |
| Classificació de l'etapa |                       |                   |            |
| Corredor | Corredor              | Equip             | Temps      |
| 1r | Jonas Vingegaard      | Jumbo-Visma       | 3h 36' 42" |
| 2n | James Knox            | Soudal Quick-Step | + 47"      |
| 3r | Ion Izagirre Insausti | Cofidis           | + 49"      |
| 4t | Brandon McNulty       | UAE Team Emirates | + 49"      |
| 5è | Sergio Higuita García | Bora-Hansgrohe    | + 49"      |
| 6è | David Gaudu           | Groupama-FDJ      | + 49"      |
| 7è | Mauro Schmid          | Soudal Quick-Step | + 49"      |
| 8è | Simon Yates           | Team Jayco AlUla  | + 49"      |
| 9è | Enric Mas Nicolau     | Movistar Team     | + 49"      |
| 10è | Felix Gall            | AG2R Citroën Team | + 49"      |

## Classificacions finals

### Classificació general
| \| Classificació general \| Classificació general \| Classificació general \| Classificació general \| Classificació general \| \| Corredor \| Corredor \| Equip \| Temps \| \| \| --------------------- \| --------------------------- \| ------------------------ \| --------------------- \| --------------------- \| \| 1r \| Jonas Vingegaard \| Jumbo-Visma \| 24h 45' 24" \| \| \| 2n \| Mikel Landa Meana \| Bahrain Victorious \| + 1' 12" \| \| \| 3r \| Ion Izagirre Insausti \| Cofidis \| + 1' 29" \| \| \| 4t \| David Gaudu \| Groupama-FDJ \| + 1' 31" \| \| \| 5è \| Enric Mas Nicolau \| Movistar Team \| + 1' 36" \| \| \| 6è \| Sergio Higuita García \| Bora-Hansgrohe \| + 1' 37" \| \| \| 7è \| Brandon McNulty \| UAE Team Emirates \| + 1' 38" \| \| \| 8è \| James Knox \| Soudal Quick-Step \| + 1' 38" \| \| \| 9è \| Simon Yates \| Team Jayco AlUla \| + 1' 39" \| \| \| 10è \| Felix Gall \| AG2R Citroën Team \| + 1' 50" \| \| \| 11è \| Mauro Schmid \| Soudal Quick-Step \| + 2' 36" \| \| \| 12è \| Esteban Chaves Rubio \| EF Education-EasyPost \| + 3' 01" \| \| \| 13è \| Attila Valter \| Jumbo-Visma \| + 3' 13" \| \| \| 14è \| Cristián Rodríguez Martín \| Arkéa-Samsic \| + 3' 23" \| \| \| 15è \| Rein Taaramäe \| Intermarché-Circus-Wanty \| + 3' 39" \| \| \| 16è \| Matteo Sobrero \| Team Jayco AlUla \| + 4' 00" \| \| \| 17è \| Mattias Skjelmose \| Trek-Segafredo \| + 4' 43" \| \| \| 18è \| Rigoberto Urán \| EF Education-EasyPost \| + 5' 03" \| \| \| 19è \| Emanuel Buchmann \| Bora-Hansgrohe \| + 5' 50" \| \| \| 20è \| Víctor de la Parte González \| TotalEnergies \| + 5' 58" \| \| \| 21è \| Mikel Bizkarra Etxegibel \| Euskaltel-Euskadi \| + 6' 11" \| \| \| 22è \| Luis León Sánchez Gil \| Astana Qazaqstan Team \| + 6' 53" \| \| \| 23è \| Ruben Guerreiro \| Movistar Team \| + 7' 07" \| \| \| 24è \| Juan Pedro López \| Trek-Segafredo \| + 7' 12" \| \| \| 25è \| Mattia Cattaneo \| Soudal Quick-Step \| + 7' 20" \| \| |                             |                          |             |
| |                             |                          |             |
| Font: ProCyclingStats |                             |                          |             |
| Classificació general |                             |                          |             |
| Corredor | Corredor                    | Equip                    | Temps       |
| 1r | Jonas Vingegaard            | Jumbo-Visma              | 24h 45' 24" |
| 2n | Mikel Landa Meana           | Bahrain Victorious       | + 1' 12"    |
| 3r | Ion Izagirre Insausti       | Cofidis                  | + 1' 29"    |
| 4t | David Gaudu                 | Groupama-FDJ             | + 1' 31"    |
| 5è | Enric Mas Nicolau           | Movistar Team            | + 1' 36"    |
| 6è | Sergio Higuita García       | Bora-Hansgrohe           | + 1' 37"    |
| 7è | Brandon McNulty             | UAE Team Emirates        | + 1' 38"    |
| 8è | James Knox                  | Soudal Quick-Step        | + 1' 38"    |
| 9è | Simon Yates                 | Team Jayco AlUla         | + 1' 39"    |
| 10è | Felix Gall                  | AG2R Citroën Team        | + 1' 50"    |
| 11è | Mauro Schmid                | Soudal Quick-Step        | + 2' 36"    |
| 12è | Esteban Chaves Rubio        | EF Education-EasyPost    | + 3' 01"    |
| 13è | Attila Valter               | Jumbo-Visma              | + 3' 13"    |
| 14è | Cristián Rodríguez Martín   | Arkéa-Samsic             | + 3' 23"    |
| 15è | Rein Taaramäe               | Intermarché-Circus-Wanty | + 3' 39"    |
| 16è | Matteo Sobrero              | Team Jayco AlUla         | + 4' 00"    |
| 17è | Mattias Skjelmose           | Trek-Segafredo           | + 4' 43"    |
| 18è | Rigoberto Urán              | EF Education-EasyPost    | + 5' 03"    |
| 19è | Emanuel Buchmann            | Bora-Hansgrohe           | + 5' 50"    |
| 20è | Víctor de la Parte González | TotalEnergies            | + 5' 58"    |
| 21è | Mikel Bizkarra Etxegibel    | Euskaltel-Euskadi        | + 6' 11"    |
| 22è | Luis León Sánchez Gil       | Astana Qazaqstan Team    | + 6' 53"    |
| 23è | Ruben Guerreiro             | Movistar Team            | + 7' 07"    |
| 24è | Juan Pedro López            | Trek-Segafredo           | + 7' 12"    |
| 25è | Mattia Cattaneo             | Soudal Quick-Step        | + 7' 20"    |

### Classificacions secundàries
| Classificació de la muntanya | Classificació de la muntanya | Classificació de la muntanya | Classificació de la muntanya | Classificació de la muntanya |
| Corredor                     | Corredor                     | Equip                        | Punts                        |                              |
| ---------------------------- | ---------------------------- | ---------------------------- | ---------------------------- | ---------------------------- |
| 1r                           | Jon Barrenetxea              | Caja Rural-Seguros RGA       | 35 pts                       |                              |
| 2n                           | Esteban Chaves Rubio         | EF Education-EasyPost        | 27 pts                       |                              |
| 3r                           | Ruben Guerreiro              | Movistar Team                | 25 pts                       |                              |
| 4t                           | Jonas Vingegaard             | Jumbo-Visma                  | 19 pts                       |                              |
| 5è                           | Steven Kruijswijk            | Jumbo-Visma                  | 18 pts                       |                              |
| 6è                           | Rémi Cavagna                 | Soudal Quick-Step            | 18 pts                       |                              |
| 7è                           | Mattia Cattaneo              | Soudal Quick-Step            | 14 pts                       |                              |
| 8è                           | Alan Jousseaume              | TotalEnergies                | 11 pts                       |                              |
| 9è                           | Georg Zimmermann             | Intermarché-Circus-Wanty     | 10 pts                       |                              |
| 10è                          | Mikel Landa Meana            | Bahrain Victorious           | 8 pts                        |                              |

| Classificació de la muntanya | Classificació de la muntanya | Classificació de la muntanya | Classificació de la muntanya | Classificació de la muntanya |
| Corredor                     | Corredor                     | Equip                        | Punts                        |                              |
| ---------------------------- | ---------------------------- | ---------------------------- | ---------------------------- | ---------------------------- |
| 1r                           | Jon Barrenetxea              | Caja Rural-Seguros RGA       | 35 pts                       |                              |
| 2n                           | Esteban Chaves Rubio         | EF Education-EasyPost        | 27 pts                       |                              |
| 3r                           | Ruben Guerreiro              | Movistar Team                | 25 pts                       |                              |
| 4t                           | Jonas Vingegaard             | Jumbo-Visma                  | 19 pts                       |                              |
| 5è                           | Steven Kruijswijk            | Jumbo-Visma                  | 18 pts                       |                              |
| 6è                           | Rémi Cavagna                 | Soudal Quick-Step            | 18 pts                       |                              |
| 7è                           | Mattia Cattaneo              | Soudal Quick-Step            | 14 pts                       |                              |
| 8è                           | Alan Jousseaume              | TotalEnergies                | 11 pts                       |                              |
| 9è                           | Georg Zimmermann             | Intermarché-Circus-Wanty     | 10 pts                       |                              |
| 10è                          | Mikel Landa Meana            | Bahrain Victorious           | 8 pts                        |                              |

| Classificació per punts | Classificació per punts | Classificació per punts | Classificació per punts | Classificació per punts |
| Corredor                | Corredor                | Equip                   | Punts                   |                         |
| ----------------------- | ----------------------- | ----------------------- | ----------------------- | ----------------------- |
| 1r                      | Jonas Vingegaard        | Jumbo-Visma             | 102 pts                 |                         |
| 2n                      | Mauro Schmid            | Soudal Quick-Step       | 67 pts                  |                         |
| 3r                      | Mikel Landa Meana       | Bahrain Victorious      | 55 pts                  |                         |
| 4t                      | Ion Izagirre Insausti   | Cofidis                 | 51 pts                  |                         |
| 5è                      | Matteo Sobrero          | Team Jayco AlUla        | 51 pts                  |                         |
| 6è                      | Mattias Skjelmose       | Trek-Segafredo          | 50 pts                  |                         |
| 7è                      | Brandon McNulty         | UAE Team Emirates       | 48 pts                  |                         |
| 8è                      | David Gaudu             | Groupama-FDJ            | 47 pts                  |                         |
| 9è                      | Sergio Higuita García   | Bora-Hansgrohe          | 44 pts                  |                         |
| 10è                     | Alexander Aranburu Deba | Movistar Team           | 34 pts                  |                         |

| Classificació per punts | Classificació per punts | Classificació per punts | Classificació per punts | Classificació per punts |
| Corredor                | Corredor                | Equip                   | Punts                   |                         |
| ----------------------- | ----------------------- | ----------------------- | ----------------------- | ----------------------- |
| 1r                      | Jonas Vingegaard        | Jumbo-Visma             | 102 pts                 |                         |
| 2n                      | Mauro Schmid            | Soudal Quick-Step       | 67 pts                  |                         |
| 3r                      | Mikel Landa Meana       | Bahrain Victorious      | 55 pts                  |                         |
| 4t                      | Ion Izagirre Insausti   | Cofidis                 | 51 pts                  |                         |
| 5è                      | Matteo Sobrero          | Team Jayco AlUla        | 51 pts                  |                         |
| 6è                      | Mattias Skjelmose       | Trek-Segafredo          | 50 pts                  |                         |
| 7è                      | Brandon McNulty         | UAE Team Emirates       | 48 pts                  |                         |
| 8è                      | David Gaudu             | Groupama-FDJ            | 47 pts                  |                         |
| 9è                      | Sergio Higuita García   | Bora-Hansgrohe          | 44 pts                  |                         |
| 10è                     | Alexander Aranburu Deba | Movistar Team           | 34 pts                  |                         |

| Classificació del millor jove | Classificació del millor jove | Classificació del millor jove | Classificació del millor jove | Classificació del millor jove |
| Corredor                      | Corredor                      | Equip                         | Temps                         |                               |
| ----------------------------- | ----------------------------- | ----------------------------- | ----------------------------- | ----------------------------- |
| 1r                            | Brandon McNulty               | UAE Team Emirates             | 24h 47' 02"                   |                               |
| 2n                            | Felix Gall                    | AG2R Citroën Team             | + 12"                         |                               |
| 3r                            | Mauro Schmid                  | Soudal Quick-Step             | + 58"                         |                               |
| 4t                            | Attila Valter                 | Jumbo-Visma                   | + 1' 35"                      |                               |
| 5è                            | Mattias Skjelmose             | Trek-Segafredo                | + 3' 05"                      |                               |
| 6è                            | Andreas Leknessund            | Team DSM                      | + 6' 06"                      |                               |
| 7è                            | Igor Arrieta                  | Equipo Kern Pharma            | + 6' 20"                      |                               |
| 8è                            | Marc Hirschi                  | UAE Team Emirates             | + 14' 42"                     |                               |
| 9è                            | Laurens Huys                  | Intermarché-Circus-Wanty      | + 18' 04"                     |                               |
| 10è                           | Romain Grégoire               | Groupama-FDJ                  | + 32' 33"                     |                               |

| Classificació del millor jove | Classificació del millor jove | Classificació del millor jove | Classificació del millor jove | Classificació del millor jove |
| Corredor                      | Corredor                      | Equip                         | Temps                         |                               |
| ----------------------------- | ----------------------------- | ----------------------------- | ----------------------------- | ----------------------------- |
| 1r                            | Brandon McNulty               | UAE Team Emirates             | 24h 47' 02"                   |                               |
| 2n                            | Felix Gall                    | AG2R Citroën Team             | + 12"                         |                               |
| 3r                            | Mauro Schmid                  | Soudal Quick-Step             | + 58"                         |                               |
| 4t                            | Attila Valter                 | Jumbo-Visma                   | + 1' 35"                      |                               |
| 5è                            | Mattias Skjelmose             | Trek-Segafredo                | + 3' 05"                      |                               |
| 6è                            | Andreas Leknessund            | Team DSM                      | + 6' 06"                      |                               |
| 7è                            | Igor Arrieta                  | Equipo Kern Pharma            | + 6' 20"                      |                               |
| 8è                            | Marc Hirschi                  | UAE Team Emirates             | + 14' 42"                     |                               |
| 9è                            | Laurens Huys                  | Intermarché-Circus-Wanty      | + 18' 04"                     |                               |
| 10è                           | Romain Grégoire               | Groupama-FDJ                  | + 32' 33"                     |                               |

| Classificació per equips | Classificació per equips | Classificació per equips | Classificació per equips |
| Equip                    | Equip                    | Temps                    |                          |
| ------------------------ | ------------------------ | ------------------------ | ------------------------ |
| 1r                       | Soudal Quick-Step        | 74h 24' 59"              |                          |
| 2n                       | Jumbo-Visma              | + 3' 29"                 |                          |
| 3r                       | Movistar Team            | + 5' 58"                 |                          |
| 4t                       | Bora-Hansgrohe           | + 14' 43"                |                          |
| 5è                       | EF Education-EasyPost    | + 15' 19"                |                          |
| 6è                       | Arkéa-Samsic             | + 17' 21"                |                          |
| 7è                       | Team Jayco AlUla         | + 20' 16"                |                          |
| 8è                       | Trek-Segafredo           | + 20' 37"                |                          |
| 9è                       | Groupama-FDJ             | + 21' 52"                |                          |
| 10è                      | Cofidis                  | + 32' 46"                |                          |

| Classificació per equips | Classificació per equips | Classificació per equips | Classificació per equips |
| Equip                    | Equip                    | Temps                    |                          |
| ------------------------ | ------------------------ | ------------------------ | ------------------------ |
| 1r                       | Soudal Quick-Step        | 74h 24' 59"              |                          |
| 2n                       | Jumbo-Visma              | + 3' 29"                 |                          |
| 3r                       | Movistar Team            | + 5' 58"                 |                          |
| 4t                       | Bora-Hansgrohe           | + 14' 43"                |                          |
| 5è                       | EF Education-EasyPost    | + 15' 19"                |                          |
| 6è                       | Arkéa-Samsic             | + 17' 21"                |                          |
| 7è                       | Team Jayco AlUla         | + 20' 16"                |                          |
| 8è                       | Trek-Segafredo           | + 20' 37"                |                          |
| 9è                       | Groupama-FDJ             | + 21' 52"                |                          |
| 10è                      | Cofidis                  | + 32' 46"                |                          |

## Evolució de les classificacions
| Etapa              | Vencedor           | Classificació general | Classificació per punts | Classificació de la muntanya | Classificació dels joves | Classificació per equips |
| ------------------ | ------------------ | --------------------- | ----------------------- | ---------------------------- | ------------------------ | ------------------------ |
| 1                  | Ethan Hayter       | Ethan Hayter          | Ethan Hayter            | Jon Barrenetxea              | Ethan Hayter             | Ineos Grenadiers         |
| 2                  | Ide Schelling      | Ide Schelling         | Alex Aranburu           | Jon Barrenetxea              | Ide Schelling            | Movistar Team            |
| 3                  | Jonas Vingegaard   | Jonas Vingegaard      | Alex Aranburu           | Jon Barrenetxea              | Mattias Skjelmose Jensen | Movistar Team            |
| 4                  | Jonas Vingegaard   | Jonas Vingegaard      | Jonas Vingegaard        | Jon Barrenetxea              | Mattias Skjelmose Jensen | Soudal Quick-Step        |
| 5                  | Sergio Higuita     | Jonas Vingegaard      | Jonas Vingegaard        | Jon Barrenetxea              | Mattias Skjelmose Jensen | Soudal Quick-Step        |
| 6                  | Jonas Vingegaard   | Jonas Vingegaard      | Jonas Vingegaard        | Jon Barrenetxea              | Brandon McNulty          | Soudal Quick-Step        |
| Classements finals | Classements finals | Jonas Vingegaard      | Jonas Vingegaard        | Jon Barrenetxea              | Brandon McNulty          | Soudal Quick-Step        |

## Llista de participants
| Ineos Grenadiers IGD | Ineos Grenadiers IGD               | Ineos Grenadiers IGD |
| -------------------- | ---------------------------------- | -------------------- |
| Núm                  | Ciclista                           | Pos                  |
| 1                    | Daniel Martínez Poveda (COL)       | 34è                  |
| 2                    | Egan Bernal Gómez (COL)            | 92è                  |
| 3                    | Jonathan Castroviejo Nicolás (ESP) | 48è                  |
| 4                    | Omar Fraile Matarranz (ESP)        | 55è                  |
| 5                    | Ethan Hayter (GBR)                 | 73è                  |
| 6                    | Brandon Rivera (COL)               | DNF-6                |
| 7                    | Lucas Plapp (AUS) (ruta)           | DNF-6                |

| AG2R Citroën Team ACT | AG2R Citroën Team ACT        | AG2R Citroën Team ACT |
| --------------------- | ---------------------------- | --------------------- |
| Núm                   | Ciclista                     | Pos                   |
| 11                    | Andrea Vendrame (ITA)        | DNF-6                 |
| 12                    | Alex Baudin (FRA)            | FC-6                  |
| 13                    | Felix Gall (AUT)             | 10è                   |
| 14                    | Jaakko Hänninen (FIN)        | NP-1                  |
| 15                    | Lawrence Warbasse (USA)      | 93è                   |
| 16                    | Valentin Paret-Peintre (FRA) | 69è                   |
| 17                    | Nicolas Prodhomme (FRA)      | DNF-6                 |

| Alpecin-Deceuninck ADC | Alpecin-Deceuninck ADC | Alpecin-Deceuninck ADC |
| ---------------------- | ---------------------- | ---------------------- |
| Núm                    | Ciclista               | Pos                    |
| 21                     | Stefano Oldani (ITA)   | DNF-4                  |
| 22                     | Tobias Bayer (AUT)     | 88è                    |
| 23                     | Nicola Conci (ITA)     | DNF-5                  |
| 24                     | Quinten Hermans (BEL)  | 52è                    |
| 25                     | Jimmy Janssens (BEL)   | 101è                   |
| 26                     | Oscar Riesebeek (NED)  | NP-4                   |
| 27                     | Robert Stannard (AUS)  | DNF-5                  |

| Arkéa-Samsic ARK | Arkéa-Samsic ARK                | Arkéa-Samsic ARK |
| ---------------- | ------------------------------- | ---------------- |
| Núm              | Ciclista                        | Pos              |
| 31               | Cristián Rodríguez Martín (ESP) | 14è              |
| 32               | Clément Champoussin (FRA)       | DNF-6            |
| 33               | Thibault Guernalec (FRA)        | DNF-6            |
| 34               | Simon Guglielmi (FRA)           | 30è              |
| 35               | Michel Ries (LUX)               | 65è              |
| 36               | Alan Riou (FRA)                 | DNF-6            |
| 37               | Alessandro Verre (ITA)          | DNF-2            |

| Astana Qazaqstan Team AST | Astana Qazaqstan Team AST        | Astana Qazaqstan Team AST |
| ------------------------- | -------------------------------- | ------------------------- |
| Núm                       | Ciclista                         | Pos                       |
| 41                        | Luis León Sánchez Gil (ESP)      | 22è                       |
| 42                        | Gianni Moscon (ITA)              | NP-5                      |
| 43                        | David de la Cruz Melgarejo (ESP) | 31è                       |
| 44                        | Fabio Felline (ITA)              | DNF-5                     |
| 45                        | Andrei Zeits (KAZ)               | 51è                       |
| 46                        | Javier Romo (ESP)                | DNF-3                     |
| 47                        | Cristian Scaroni (ITA)           | DNF-4                     |

| Bora-Hansgrohe BOH | Bora-Hansgrohe BOH          | Bora-Hansgrohe BOH |
| ------------------ | --------------------------- | ------------------ |
| Núm                | Ciclista                    | Pos                |
| 51                 | Emanuel Buchmann (GER)      | 19è                |
| 52                 | Giovanni Aleotti (ITA)      | 59è                |
| 53                 | Sergio Higuita García (COL) | 6è                 |
| 54                 | Luis-Joe Lührs (GER)        | DNF-5              |
| 55                 | Anton Palzer (GER)          | 60è                |
| 56                 | Ide Schelling (NED)         | DNF-6              |
| 57                 | Florian Lipowitz (GER)      | 75è                |

| Cofidis COF | Cofidis COF                    | Cofidis COF |
| ----------- | ------------------------------ | ----------- |
| Núm         | Ciclista                       | Pos         |
| 61          | Ion Izagirre Insausti (ESP)    | 3r          |
| 62          | Thomas Champion (FRA)          | DNF-6       |
| 63          | Simon Geschke (GER)            | 87è         |
| 64          | José Herrada López (ESP)       | 83è         |
| 65          | Jonathan Lastra Martínez (ESP) | 35è         |
| 66          | Rémy Rochas (FRA)              | 47è         |
| 67          | Harrison Wood (GBR)            | DNF-3       |

| Team DSM DSM | Team DSM DSM             | Team DSM DSM |
| ------------ | ------------------------ | ------------ |
| Núm          | Ciclista                 | Pos          |
| 71           | Florian Stork (GER)      | 38è          |
| 72           | Romain Combaud (FRA)     | 100è         |
| 73           | Matthew Dinham (AUS)     | 84è          |
| 74           | Andreas Leknessund (NOR) | 26è          |
| 75           | Martijn Tusveld (NED)    | 70è          |
| 76           | Harm Vanhoucke (BEL)     | 57è          |
| 77           | Henri Vandenabeele (BEL) | DNF-5        |

| EF Education-EasyPost EFE | EF Education-EasyPost EFE               | EF Education-EasyPost EFE |
| ------------------------- | --------------------------------------- | ------------------------- |
| Núm                       | Ciclista                                | Pos                       |
| 81                        | Richard Carapaz Montenegro (ECU) (ruta) | DNF-5                     |
| 82                        | Andrey Amador Bikkazakova (CRC)         | 80è                       |
| 83                        | Jonathan Caicedo Cepeda (ECU)           | 77è                       |
| 84                        | Esteban Chaves Rubio (COL) (ruta)       | 12è                       |
| 85                        | Odd Christian Eiking (NOR)              | 46è                       |
| 86                        | Merhawi Kudus (ERI) (ruta)              | 68è                       |
| 87                        | Rigoberto Urán (COL)                    | 18è                       |

| Groupama-FDJ GFC | Groupama-FDJ GFC        | Groupama-FDJ GFC |
| ---------------- | ----------------------- | ---------------- |
| Núm              | Ciclista                | Pos              |
| 91               | David Gaudu (FRA)       | 4t               |
| 92               | Bruno Armirail (FRA)    | 61è              |
| 93               | Romain Grégoire (FRA)   | 50è              |
| 94               | Mathieu Ladagnous (FRA) | 97è              |
| 95               | Quentin Pacher (FRA)    | 37è              |
| 96               | Michael Storer (AUS)    | 44è              |
| 97               | Lars van den Berg (NED) | FC-6             |

| Intermarché-Circus-Wanty ICW | Intermarché-Circus-Wanty ICW     | Intermarché-Circus-Wanty ICW |
| ---------------------------- | -------------------------------- | ---------------------------- |
| Núm                          | Ciclista                         | Pos                          |
| 101                          | Rui Alberto Faria da Costa (POR) | DNF-6                        |
| 102                          | Lilian Calmejane (FRA)           | 62è                          |
| 103                          | Tom Paquot (BEL)                 | DNF-4                        |
| 104                          | Laurens Huys (BEL)               | 42è                          |
| 105                          | Dion Smith (NZL)                 | 49è                          |
| 106                          | Rein Taaramäe (EST)              | 15è                          |
| 107                          | Georg Zimmermann (GER)           | 54è                          |

| Team Jayco AlUla JAY | Team Jayco AlUla JAY          | Team Jayco AlUla JAY |
| -------------------- | ----------------------------- | -------------------- |
| Núm                  | Ciclista                      | Pos                  |
| 111                  | Simon Yates (GBR)             | 9è                   |
| 112                  | Lawson Craddock (USA)         | 76è                  |
| 113                  | Edward Dunbar (IRL)           | 72è                  |
| 114                  | Chris Harper (AUS)            | DNF-6                |
| 115                  | Christopher Juul-Jensen (DEN) | 71è                  |
| 116                  | Jan Maas (NED)                | 89è                  |
| 117                  | Matteo Sobrero (ITA)          | 16è                  |

| Movistar Team MOV | Movistar Team MOV               | Movistar Team MOV |
| ----------------- | ------------------------------- | ----------------- |
| Núm               | Ciclista                        | Pos               |
| 121               | Enric Mas Nicolau (ESP)         | 5è                |
| 122               | Ruben Guerreiro (POR)           | 23è               |
| 123               | Alexander Aranburu Deba (ESP)   | 36è               |
| 124               | Jorge Arcas (ESP)               | 86è               |
| 125               | Nélson Oliveira (POR)           | 33è               |
| 126               | Gonzalo Serrano Rodríguez (ESP) | 79è               |
| 127               | Gorka Izagirre Insausti (ESP)   | 41è               |

| Soudal Quick-Step SOQ | Soudal Quick-Step SOQ | Soudal Quick-Step SOQ |
| --------------------- | --------------------- | --------------------- |
| Núm                   | Ciclista              | Pos                   |
| 131                   | Rémi Cavagna (FRA)    | 63è                   |
| 132                   | Andrea Bagioli (ITA)  | DNF-6                 |
| 133                   | Dries Devenyns (BEL)  | DNF-6                 |
| 134                   | James Knox (GBR)      | 8è                    |
| 135                   | Mauro Schmid (SUI)    | 11è                   |
| 136                   | Martin Svrček (SVK)   | DNF-6                 |
| 137                   | Mattia Cattaneo (ITA) | 25è                   |

| Bahrain Victorious TBV | Bahrain Victorious TBV              | Bahrain Victorious TBV |
| ---------------------- | ----------------------------------- | ---------------------- |
| Núm                    | Ciclista                            | Pos                    |
| 141                    | Mikel Landa Meana (ESP)             | 2n                     |
| 142                    | Peio Bilbao López de Armentia (ESP) | NP-2                   |
| 143                    | Yukiya Arashiro (JPN) (ruta)        | DNF-6                  |
| 144                    | Rainer Kepplinger (AUT)             | DNF-6                  |
| 145                    | Hermann Pernsteiner (AUT)           | 28è                    |
| 146                    | Jasha Sütterlin (GER)               | DNF-6                  |
| 147                    | Edoardo Zambanini (ITA)             | 67è                    |

| Trek-Segafredo TFS | Trek-Segafredo TFS           | Trek-Segafredo TFS |
| ------------------ | ---------------------------- | ------------------ |
| Núm                | Ciclista                     | Pos                |
| 151                | Tony Gallopin (FRA)          | 40è                |
| 152                | Jon Aberasturi Izaga (ESP)   | DNF-6              |
| 153                | Amanuel Gebrezgabihier (ERI) | 78è                |
| 154                | Mattias Skjelmose (DEN)      | 17è                |
| 155                | Bauke Mollema (NED)          | 43è                |
| 156                | Juan Pedro López (ESP)       | 24è                |
| 157                | Natnael Tesfatsion (ERI)     | DNF-6              |

| Jumbo-Visma TJV | Jumbo-Visma TJV            | Jumbo-Visma TJV |
| --------------- | -------------------------- | --------------- |
| Núm             | Ciclista                   | Pos             |
| 161             | Jonas Vingegaard (DEN)     | 1r              |
| 162             | Rohan Dennis (AUS)         | DNF-4           |
| 163             | Lennard Hofstede (NED)     | DNF-6           |
| 164             | Steven Kruijswijk (NED)    | 32è             |
| 165             | Gijs Leemreize (NED)       | 82è             |
| 166             | Sam Oomen (NED)            | 29è             |
| 167             | Attila Valter (HUN) (ruta) | 13è             |

| UAE Team Emirates UAD | UAE Team Emirates UAD            | UAE Team Emirates UAD |
| --------------------- | -------------------------------- | --------------------- |
| Núm                   | Ciclista                         | Pos                   |
| 171                   | Brandon McNulty (USA)            | 7è                    |
| 172                   | Marc Hirschi (SUI)               | 39è                   |
| 173                   | Davide Formolo (ITA)             | DNF-6                 |
| 174                   | Felix Großschartner (AUT) (ruta) | DNF-6                 |
| 175                   | Michael Vink (NZL)               | 91è                   |
| 176                   | Marc Soler i Giménez (ESP)       | DNF-2                 |
| 177                   | Domen Novak (SLO)                | 98è                   |

| Burgos-BH BBH | Burgos-BH BBH                  | Burgos-BH BBH |
| ------------- | ------------------------------ | ------------- |
| Núm           | Ciclista                       | Pos           |
| 181           | Ander Okamika (ESP)            | 90è           |
| 182           | Andrés Camilo Ardila (COL)     | DNF-5         |
| 183           | Antonio Angulo (ESP)           | DNF-6         |
| 184           | José Manuel Díaz Gallego (ESP) | DNF-6         |
| 185           | Jesús Ezquerra (ESP)           | NP-4          |
| 186           | Victor Langellotti (MON)       | 56è           |
| 187           | Daniel Navarro García (ESP)    | DNF-6         |

| Caja Rural-Seguros RGA CJR | Caja Rural-Seguros RGA CJR         | Caja Rural-Seguros RGA CJR |
| -------------------------- | ---------------------------------- | -------------------------- |
| Núm                        | Ciclista                           | Pos                        |
| 191                        | Jokin Murguialday (ESP)            | DNF-6                      |
| 192                        | Orluis Aular Sanabria (VEN) (ruta) | NP-6                       |
| 193                        | Abel Balderstone Roumens (ESP)     | 66è                        |
| 194                        | Jon Barrenetxea (ESP)              | 99è                        |
| 195                        | Jefferson Cepeda (ECU)             | DNF-6                      |
| 196                        | Joel Nicolau Beltran (ESP)         | 102è                       |
| 197                        | Eduard Prades i Reverter (ESP)     | DNF-5                      |

| Equipo Kern Pharma EKP | Equipo Kern Pharma EKP     | Equipo Kern Pharma EKP |
| ---------------------- | -------------------------- | ---------------------- |
| Núm                    | Ciclista                   | Pos                    |
| 201                    | Jordi López Caravaca (ESP) | 96è                    |
| 202                    | Jon Agirre Egaña (ESP)     | DNF-6                  |
| 203                    | Igor Arrieta (ESP)         | 27è                    |
| 204                    | Giovanni Carboni (ITA)     | 74è                    |
| 205                    | Iñigo Elosegui (ESP)       | NP-6                   |
| 206                    | Carlos García Pierna (ESP) | FC-6                   |
| 207                    | Ibon Ruiz (ESP)            | 95è                    |

| Euskaltel-Euskadi EUS | Euskaltel-Euskadi EUS          | Euskaltel-Euskadi EUS |
| --------------------- | ------------------------------ | --------------------- |
| Núm                   | Ciclista                       | Pos                   |
| 211                   | Mikel Bizkarra Etxegibel (ESP) | 21è                   |
| 212                   | Joan Bou (ESP)                 | 85è                   |
| 213                   | Carlos Canal Blanco (ESP)      | DNF-6                 |
| 214                   | Asier Etxeberria (ESP)         | DNF-6                 |
| 215                   | Unai Iribar (ESP)              | 64è                   |
| 216                   | Txomin Juaristi (ESP)          | 81è                   |
| 217                   | Gotzon Martín (ESP)            | 45è                   |

| TotalEnergies TEN | TotalEnergies TEN                 | TotalEnergies TEN |
| ----------------- | --------------------------------- | ----------------- |
| Núm               | Ciclista                          | Pos               |
| 221               | Víctor de la Parte González (ESP) | 20è               |
| 222               | Mathieu Burgaudeau (FRA)          | 53è               |
| 223               | Jérémy Cabot (FRA)                | 94è               |
| 224               | Steff Cras (BEL)                  | DNF-6             |
| 225               | Alan Jousseaume (FRA)             | 58è               |
| 226               | Pierre Latour (FRA)               | DNF-6             |
| 227               | Alexis Vuillermoz (FRA)           | DNF-2             |

| Ineos Grenadiers IGD | Ineos Grenadiers IGD               | Ineos Grenadiers IGD |
| -------------------- | ---------------------------------- | -------------------- |
| Núm                  | Ciclista                           | Pos                  |
| 1                    | Daniel Martínez Poveda (COL)       | 34è                  |
| 2                    | Egan Bernal Gómez (COL)            | 92è                  |
| 3                    | Jonathan Castroviejo Nicolás (ESP) | 48è                  |
| 4                    | Omar Fraile Matarranz (ESP)        | 55è                  |
| 5                    | Ethan Hayter (GBR)                 | 73è                  |
| 6                    | Brandon Rivera (COL)               | DNF-6                |
| 7                    | Lucas Plapp (AUS) (ruta)           | DNF-6                |

| AG2R Citroën Team ACT | AG2R Citroën Team ACT        | AG2R Citroën Team ACT |
| --------------------- | ---------------------------- | --------------------- |
| Núm                   | Ciclista                     | Pos                   |
| 11                    | Andrea Vendrame (ITA)        | DNF-6                 |
| 12                    | Alex Baudin (FRA)            | FC-6                  |
| 13                    | Felix Gall (AUT)             | 10è                   |
| 14                    | Jaakko Hänninen (FIN)        | NP-1                  |
| 15                    | Lawrence Warbasse (USA)      | 93è                   |
| 16                    | Valentin Paret-Peintre (FRA) | 69è                   |
| 17                    | Nicolas Prodhomme (FRA)      | DNF-6                 |

| Alpecin-Deceuninck ADC | Alpecin-Deceuninck ADC | Alpecin-Deceuninck ADC |
| ---------------------- | ---------------------- | ---------------------- |
| Núm                    | Ciclista               | Pos                    |
| 21                     | Stefano Oldani (ITA)   | DNF-4                  |
| 22                     | Tobias Bayer (AUT)     | 88è                    |
| 23                     | Nicola Conci (ITA)     | DNF-5                  |
| 24                     | Quinten Hermans (BEL)  | 52è                    |
| 25                     | Jimmy Janssens (BEL)   | 101è                   |
| 26                     | Oscar Riesebeek (NED)  | NP-4                   |
| 27                     | Robert Stannard (AUS)  | DNF-5                  |

| Arkéa-Samsic ARK | Arkéa-Samsic ARK                | Arkéa-Samsic ARK |
| ---------------- | ------------------------------- | ---------------- |
| Núm              | Ciclista                        | Pos              |
| 31               | Cristián Rodríguez Martín (ESP) | 14è              |
| 32               | Clément Champoussin (FRA)       | DNF-6            |
| 33               | Thibault Guernalec (FRA)        | DNF-6            |
| 34               | Simon Guglielmi (FRA)           | 30è              |
| 35               | Michel Ries (LUX)               | 65è              |
| 36               | Alan Riou (FRA)                 | DNF-6            |
| 37               | Alessandro Verre (ITA)          | DNF-2            |

| Astana Qazaqstan Team AST | Astana Qazaqstan Team AST        | Astana Qazaqstan Team AST |
| ------------------------- | -------------------------------- | ------------------------- |
| Núm                       | Ciclista                         | Pos                       |
| 41                        | Luis León Sánchez Gil (ESP)      | 22è                       |
| 42                        | Gianni Moscon (ITA)              | NP-5                      |
| 43                        | David de la Cruz Melgarejo (ESP) | 31è                       |
| 44                        | Fabio Felline (ITA)              | DNF-5                     |
| 45                        | Andrei Zeits (KAZ)               | 51è                       |
| 46                        | Javier Romo (ESP)                | DNF-3                     |
| 47                        | Cristian Scaroni (ITA)           | DNF-4                     |

| Bora-Hansgrohe BOH | Bora-Hansgrohe BOH          | Bora-Hansgrohe BOH |
| ------------------ | --------------------------- | ------------------ |
| Núm                | Ciclista                    | Pos                |
| 51                 | Emanuel Buchmann (GER)      | 19è                |
| 52                 | Giovanni Aleotti (ITA)      | 59è                |
| 53                 | Sergio Higuita García (COL) | 6è                 |
| 54                 | Luis-Joe Lührs (GER)        | DNF-5              |
| 55                 | Anton Palzer (GER)          | 60è                |
| 56                 | Ide Schelling (NED)         | DNF-6              |
| 57                 | Florian Lipowitz (GER)      | 75è                |

| Cofidis COF | Cofidis COF                    | Cofidis COF |
| ----------- | ------------------------------ | ----------- |
| Núm         | Ciclista                       | Pos         |
| 61          | Ion Izagirre Insausti (ESP)    | 3r          |
| 62          | Thomas Champion (FRA)          | DNF-6       |
| 63          | Simon Geschke (GER)            | 87è         |
| 64          | José Herrada López (ESP)       | 83è         |
| 65          | Jonathan Lastra Martínez (ESP) | 35è         |
| 66          | Rémy Rochas (FRA)              | 47è         |
| 67          | Harrison Wood (GBR)            | DNF-3       |

| Team DSM DSM | Team DSM DSM             | Team DSM DSM |
| ------------ | ------------------------ | ------------ |
| Núm          | Ciclista                 | Pos          |
| 71           | Florian Stork (GER)      | 38è          |
| 72           | Romain Combaud (FRA)     | 100è         |
| 73           | Matthew Dinham (AUS)     | 84è          |
| 74           | Andreas Leknessund (NOR) | 26è          |
| 75           | Martijn Tusveld (NED)    | 70è          |
| 76           | Harm Vanhoucke (BEL)     | 57è          |
| 77           | Henri Vandenabeele (BEL) | DNF-5        |

| EF Education-EasyPost EFE | EF Education-EasyPost EFE               | EF Education-EasyPost EFE |
| ------------------------- | --------------------------------------- | ------------------------- |
| Núm                       | Ciclista                                | Pos                       |
| 81                        | Richard Carapaz Montenegro (ECU) (ruta) | DNF-5                     |
| 82                        | Andrey Amador Bikkazakova (CRC)         | 80è                       |
| 83                        | Jonathan Caicedo Cepeda (ECU)           | 77è                       |
| 84                        | Esteban Chaves Rubio (COL) (ruta)       | 12è                       |
| 85                        | Odd Christian Eiking (NOR)              | 46è                       |
| 86                        | Merhawi Kudus (ERI) (ruta)              | 68è                       |
| 87                        | Rigoberto Urán (COL)                    | 18è                       |

| Groupama-FDJ GFC | Groupama-FDJ GFC        | Groupama-FDJ GFC |
| ---------------- | ----------------------- | ---------------- |
| Núm              | Ciclista                | Pos              |
| 91               | David Gaudu (FRA)       | 4t               |
| 92               | Bruno Armirail (FRA)    | 61è              |
| 93               | Romain Grégoire (FRA)   | 50è              |
| 94               | Mathieu Ladagnous (FRA) | 97è              |
| 95               | Quentin Pacher (FRA)    | 37è              |
| 96               | Michael Storer (AUS)    | 44è              |
| 97               | Lars van den Berg (NED) | FC-6             |

| Intermarché-Circus-Wanty ICW | Intermarché-Circus-Wanty ICW     | Intermarché-Circus-Wanty ICW |
| ---------------------------- | -------------------------------- | ---------------------------- |
| Núm                          | Ciclista                         | Pos                          |
| 101                          | Rui Alberto Faria da Costa (POR) | DNF-6                        |
| 102                          | Lilian Calmejane (FRA)           | 62è                          |
| 103                          | Tom Paquot (BEL)                 | DNF-4                        |
| 104                          | Laurens Huys (BEL)               | 42è                          |
| 105                          | Dion Smith (NZL)                 | 49è                          |
| 106                          | Rein Taaramäe (EST)              | 15è                          |
| 107                          | Georg Zimmermann (GER)           | 54è                          |

| Team Jayco AlUla JAY | Team Jayco AlUla JAY          | Team Jayco AlUla JAY |
| -------------------- | ----------------------------- | -------------------- |
| Núm                  | Ciclista                      | Pos                  |
| 111                  | Simon Yates (GBR)             | 9è                   |
| 112                  | Lawson Craddock (USA)         | 76è                  |
| 113                  | Edward Dunbar (IRL)           | 72è                  |
| 114                  | Chris Harper (AUS)            | DNF-6                |
| 115                  | Christopher Juul-Jensen (DEN) | 71è                  |
| 116                  | Jan Maas (NED)                | 89è                  |
| 117                  | Matteo Sobrero (ITA)          | 16è                  |

| Movistar Team MOV | Movistar Team MOV               | Movistar Team MOV |
| ----------------- | ------------------------------- | ----------------- |
| Núm               | Ciclista                        | Pos               |
| 121               | Enric Mas Nicolau (ESP)         | 5è                |
| 122               | Ruben Guerreiro (POR)           | 23è               |
| 123               | Alexander Aranburu Deba (ESP)   | 36è               |
| 124               | Jorge Arcas (ESP)               | 86è               |
| 125               | Nélson Oliveira (POR)           | 33è               |
| 126               | Gonzalo Serrano Rodríguez (ESP) | 79è               |
| 127               | Gorka Izagirre Insausti (ESP)   | 41è               |

| Soudal Quick-Step SOQ | Soudal Quick-Step SOQ | Soudal Quick-Step SOQ |
| --------------------- | --------------------- | --------------------- |
| Núm                   | Ciclista              | Pos                   |
| 131                   | Rémi Cavagna (FRA)    | 63è                   |
| 132                   | Andrea Bagioli (ITA)  | DNF-6                 |
| 133                   | Dries Devenyns (BEL)  | DNF-6                 |
| 134                   | James Knox (GBR)      | 8è                    |
| 135                   | Mauro Schmid (SUI)    | 11è                   |
| 136                   | Martin Svrček (SVK)   | DNF-6                 |
| 137                   | Mattia Cattaneo (ITA) | 25è                   |

| Bahrain Victorious TBV | Bahrain Victorious TBV              | Bahrain Victorious TBV |
| ---------------------- | ----------------------------------- | ---------------------- |
| Núm                    | Ciclista                            | Pos                    |
| 141                    | Mikel Landa Meana (ESP)             | 2n                     |
| 142                    | Peio Bilbao López de Armentia (ESP) | NP-2                   |
| 143                    | Yukiya Arashiro (JPN) (ruta)        | DNF-6                  |
| 144                    | Rainer Kepplinger (AUT)             | DNF-6                  |
| 145                    | Hermann Pernsteiner (AUT)           | 28è                    |
| 146                    | Jasha Sütterlin (GER)               | DNF-6                  |
| 147                    | Edoardo Zambanini (ITA)             | 67è                    |

| Trek-Segafredo TFS | Trek-Segafredo TFS           | Trek-Segafredo TFS |
| ------------------ | ---------------------------- | ------------------ |
| Núm                | Ciclista                     | Pos                |
| 151                | Tony Gallopin (FRA)          | 40è                |
| 152                | Jon Aberasturi Izaga (ESP)   | DNF-6              |
| 153                | Amanuel Gebrezgabihier (ERI) | 78è                |
| 154                | Mattias Skjelmose (DEN)      | 17è                |
| 155                | Bauke Mollema (NED)          | 43è                |
| 156                | Juan Pedro López (ESP)       | 24è                |
| 157                | Natnael Tesfatsion (ERI)     | DNF-6              |

| Jumbo-Visma TJV | Jumbo-Visma TJV            | Jumbo-Visma TJV |
| --------------- | -------------------------- | --------------- |
| Núm             | Ciclista                   | Pos             |
| 161             | Jonas Vingegaard (DEN)     | 1r              |
| 162             | Rohan Dennis (AUS)         | DNF-4           |
| 163             | Lennard Hofstede (NED)     | DNF-6           |
| 164             | Steven Kruijswijk (NED)    | 32è             |
| 165             | Gijs Leemreize (NED)       | 82è             |
| 166             | Sam Oomen (NED)            | 29è             |
| 167             | Attila Valter (HUN) (ruta) | 13è             |

| UAE Team Emirates UAD | UAE Team Emirates UAD            | UAE Team Emirates UAD |
| --------------------- | -------------------------------- | --------------------- |
| Núm                   | Ciclista                         | Pos                   |
| 171                   | Brandon McNulty (USA)            | 7è                    |
| 172                   | Marc Hirschi (SUI)               | 39è                   |
| 173                   | Davide Formolo (ITA)             | DNF-6                 |
| 174                   | Felix Großschartner (AUT) (ruta) | DNF-6                 |
| 175                   | Michael Vink (NZL)               | 91è                   |
| 176                   | Marc Soler i Giménez (ESP)       | DNF-2                 |
| 177                   | Domen Novak (SLO)                | 98è                   |

| Burgos-BH BBH | Burgos-BH BBH                  | Burgos-BH BBH |
| ------------- | ------------------------------ | ------------- |
| Núm           | Ciclista                       | Pos           |
| 181           | Ander Okamika (ESP)            | 90è           |
| 182           | Andrés Camilo Ardila (COL)     | DNF-5         |
| 183           | Antonio Angulo (ESP)           | DNF-6         |
| 184           | José Manuel Díaz Gallego (ESP) | DNF-6         |
| 185           | Jesús Ezquerra (ESP)           | NP-4          |
| 186           | Victor Langellotti (MON)       | 56è           |
| 187           | Daniel Navarro García (ESP)    | DNF-6         |

| Caja Rural-Seguros RGA CJR | Caja Rural-Seguros RGA CJR         | Caja Rural-Seguros RGA CJR |
| -------------------------- | ---------------------------------- | -------------------------- |
| Núm                        | Ciclista                           | Pos                        |
| 191                        | Jokin Murguialday (ESP)            | DNF-6                      |
| 192                        | Orluis Aular Sanabria (VEN) (ruta) | NP-6                       |
| 193                        | Abel Balderstone Roumens (ESP)     | 66è                        |
| 194                        | Jon Barrenetxea (ESP)              | 99è                        |
| 195                        | Jefferson Cepeda (ECU)             | DNF-6                      |
| 196                        | Joel Nicolau Beltran (ESP)         | 102è                       |
| 197                        | Eduard Prades i Reverter (ESP)     | DNF-5                      |

| Equipo Kern Pharma EKP | Equipo Kern Pharma EKP     | Equipo Kern Pharma EKP |
| ---------------------- | -------------------------- | ---------------------- |
| Núm                    | Ciclista                   | Pos                    |
| 201                    | Jordi López Caravaca (ESP) | 96è                    |
| 202                    | Jon Agirre Egaña (ESP)     | DNF-6                  |
| 203                    | Igor Arrieta (ESP)         | 27è                    |
| 204                    | Giovanni Carboni (ITA)     | 74è                    |
| 205                    | Iñigo Elosegui (ESP)       | NP-6                   |
| 206                    | Carlos García Pierna (ESP) | FC-6                   |
| 207                    | Ibon Ruiz (ESP)            | 95è                    |

| Euskaltel-Euskadi EUS | Euskaltel-Euskadi EUS          | Euskaltel-Euskadi EUS |
| --------------------- | ------------------------------ | --------------------- |
| Núm                   | Ciclista                       | Pos                   |
| 211                   | Mikel Bizkarra Etxegibel (ESP) | 21è                   |
| 212                   | Joan Bou (ESP)                 | 85è                   |
| 213                   | Carlos Canal Blanco (ESP)      | DNF-6                 |
| 214                   | Asier Etxeberria (ESP)         | DNF-6                 |
| 215                   | Unai Iribar (ESP)              | 64è                   |
| 216                   | Txomin Juaristi (ESP)          | 81è                   |
| 217                   | Gotzon Martín (ESP)            | 45è                   |

| TotalEnergies TEN | TotalEnergies TEN                 | TotalEnergies TEN |
| ----------------- | --------------------------------- | ----------------- |
| Núm               | Ciclista                          | Pos               |
| 221               | Víctor de la Parte González (ESP) | 20è               |
| 222               | Mathieu Burgaudeau (FRA)          | 53è               |
| 223               | Jérémy Cabot (FRA)                | 94è               |
| 224               | Steff Cras (BEL)                  | DNF-6             |
| 225               | Alan Jousseaume (FRA)             | 58è               |
| 226               | Pierre Latour (FRA)               | DNF-6             |
| 227               | Alexis Vuillermoz (FRA)           | DNF-2             |